# Río Wairoa

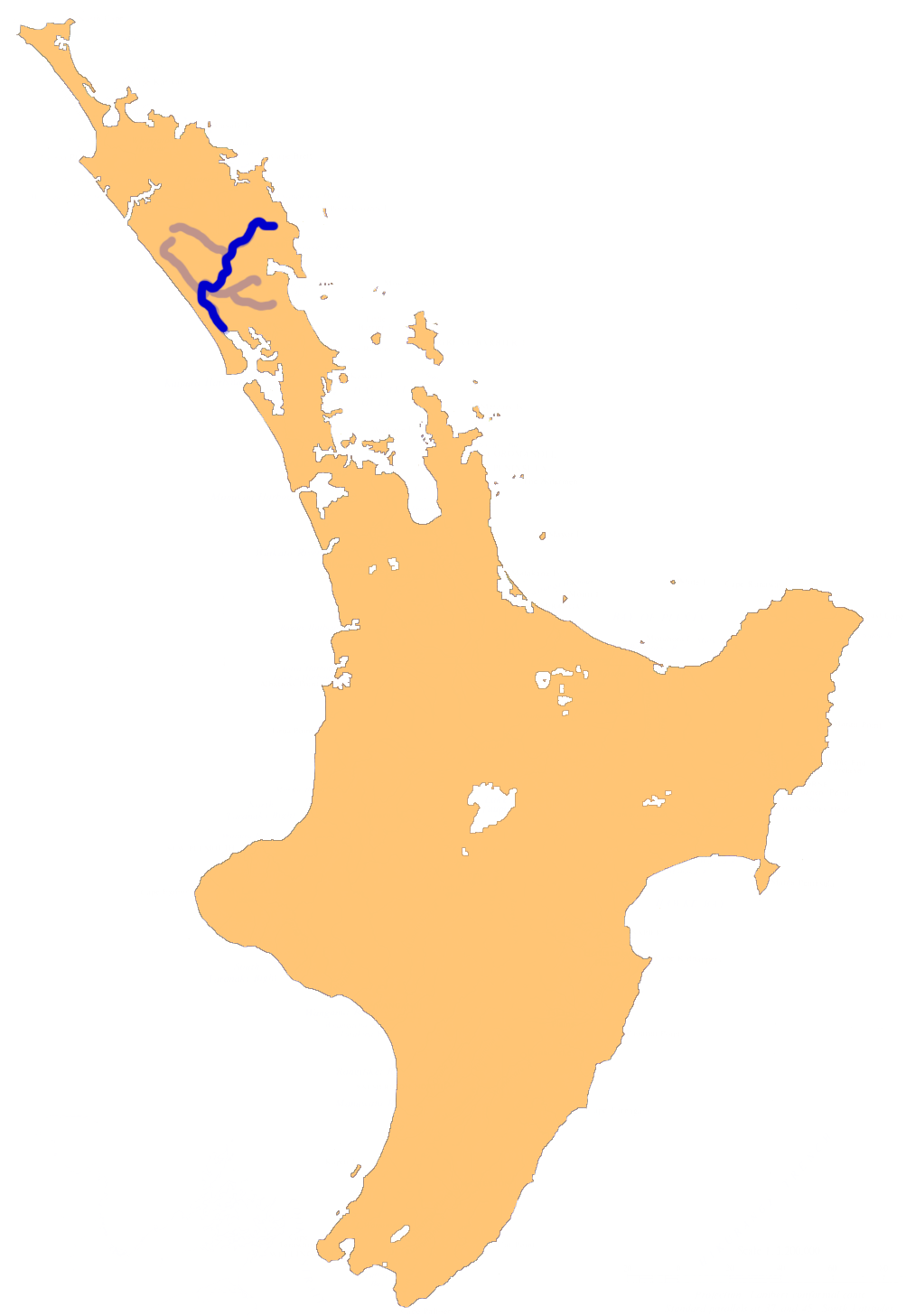
Sistema fluvial Wairoa-Wairua de Northland

El río Wairoa, en Northland (Nueva Zelanda), a veces denominado río Wairoa del Norte, recorre 150 kilómetros a través de la parte septentrional de la península de Auckland del Norte. En el tramo superior, el río se forma a partir de dos ríos separados, el río Mangakahia y el río Wairua. Las dos corrientes se unen al noreste de Dargaville, convirtiéndose en el Wairoa. Es el río más largo de la región de Northland.

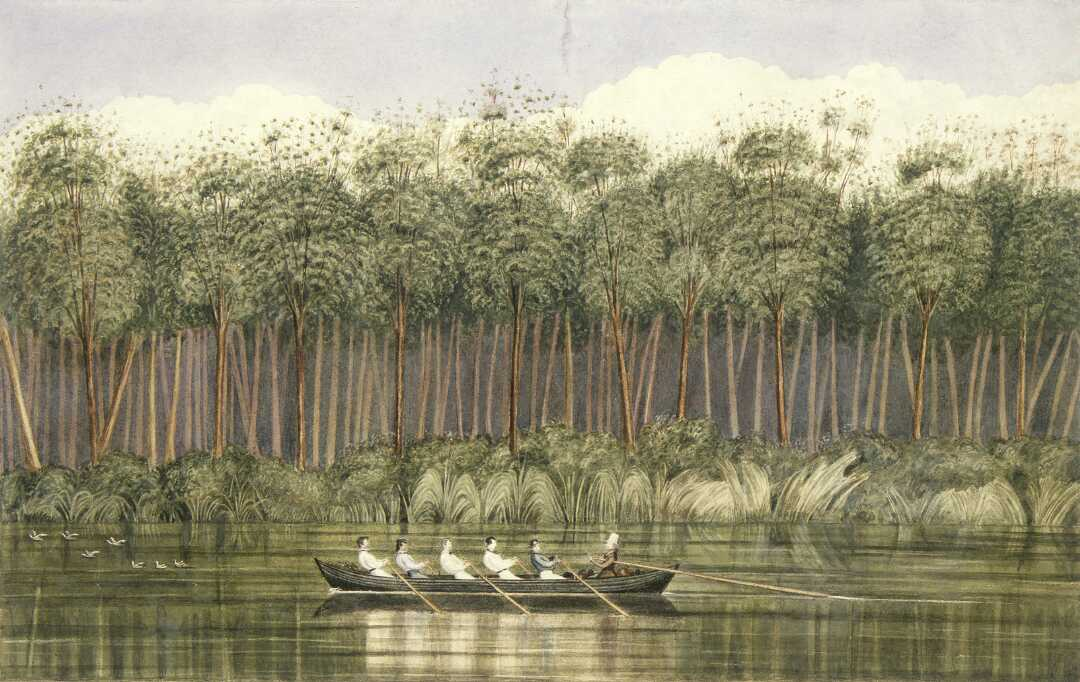
Pintura que muestra el río Wairoa por Charles Heaphy

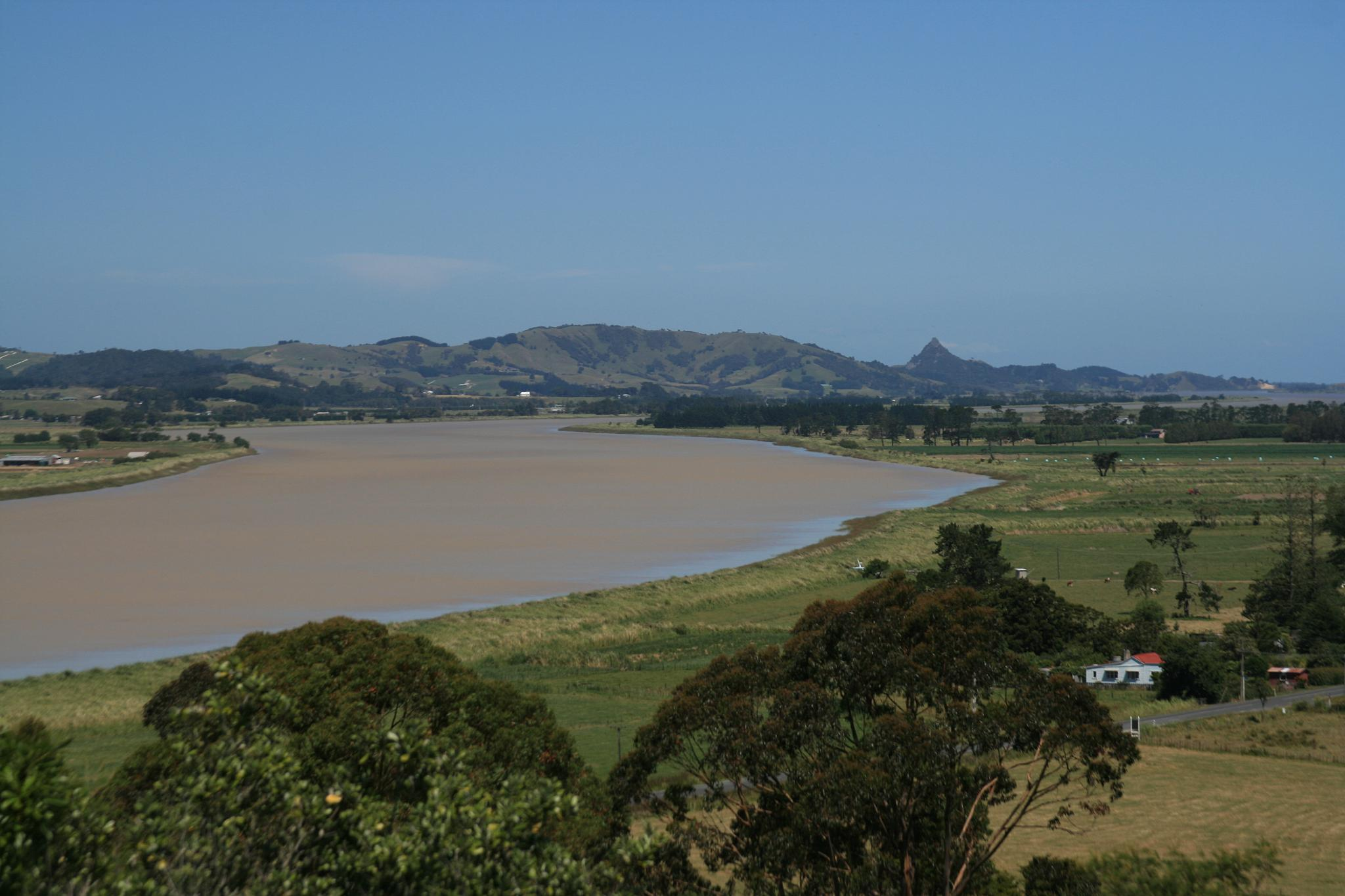
El río Wairoa cerca de Dargaville

El río fluye desde aquí primero hacia el suroeste (hasta Dargaville) y luego hacia el sureste durante 40 kilómetros en un amplio estuario navegable que desemboca en el extremo norte del puerto de Kaipara. En la mayor parte de su recorrido, este río es de marea.
En el siglo XIX, las tierras pantanosas del río, cerca de Dargaville, eran el lugar más popular para la excavación de goma kauri.